# Dirk Hartog

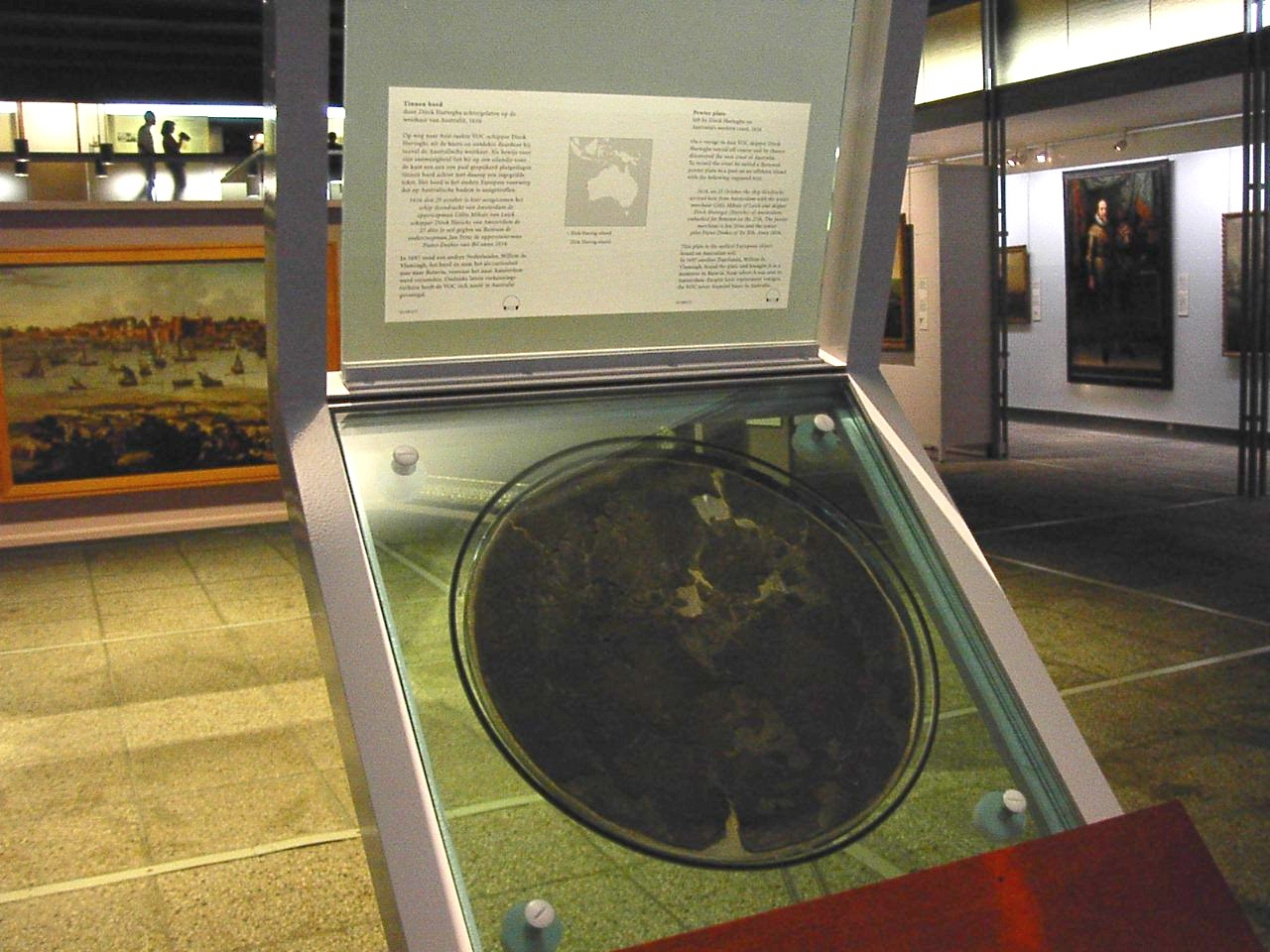
Hartog-Plakette Rijksmuseum Amsterdam

Dirk Hartog (in einer anderen Schreibweise auch Dirck Hartog; * 1580; † 1621) war ein niederländischer Seefahrer und Entdecker, der sich um die Entdeckung Australiens einen Namen gemacht hat.

## Leben und Wirken
Erste Erfahrung mit dem Meer machte Hartog als Händler im Mittelmeer und der Ostsee. 1615 wurde er bei der Niederländischen Ostindien-Kompanie beschäftigt, in deren Auftrag er mit einer Handelsflotte nach Niederländisch-Indien segeln sollte. In einem Sturm kam er mit seinem Schiff, der Eendracht, vom Kurs ab und gelangte alleine ans Kap der guten Hoffnung. Von dort wollte Hartog die sogenannten Roaring Forties, eine Westwinddrift zwischen 40° und 50° südlicher Breite nutzen, um, quer durch den Indik, schneller nach Java zu gelangen und die verlorene Zeit aufzuholen. Offensichtlich erneut vom Kurs abgekommen, sichtete die Crew der Eendracht am 25. Oktober 1616 auf circa 26° südlicher Breite mehrere unbewohnte Inseln. Dirk Hartog hatte die australische Westküste im Bereich der Shark Bay erreicht. Auf der später nach ihm benannten Dirk-Hartog-Insel befestigte er eine Hartzinn-Plakette, auf der er seinen Landgang verzeichnete. Nachdem die Insel selbst wenig interessantes zu bieten hatte, folgte Hartog der australischen Westküste bis zu 22° südlicher Breite und fertigte eine Seekarte an, ehe er Batavia ansteuerte, das er im Dezember 1616, sechs Monate nach seiner erwarteten Ankunft, erreichte. Hartog gilt als zweiter Europäer, der australischen Boden betrat, die Hartog-Plakette ist das älteste geschriebene Artefakt der europäisch-australischen Geschichte.

## Die Plakette
Die Plakette von Hartog wurde 1697 von Willem de Vlamingh ausgetauscht, dieser ergänzte sie mit einem Verweis auf seinen eigenen Landgang. Die originale Hartog-Plakette befindet sich heute im Rijksmuseum Amsterdam. Im Jahre 1801 wurde sie von einer französischen Expedition unter Nicolas Baudin gefunden. Der Kapitän der Naturaliste Emanuel Hamelin ließ sie an einen neuen Pfahl schlagen. Dafür hinterließ er auch eine eigene Plakette. Sehr zum Unwillen eines jungen Offiziers namens Louis de Freycinet, er kehrte 17 Jahre später als Kapitän wieder und brachte sie nach Paris. Die Plakette kam dann an das Westaustralische Meeresmuseum (WA Maritime Museum). Die Plakette von Hamelin hingegen ist verschwunden.